# Clube de Futebol "Os Balantas"
El Clube de Futebol Os Balantas es un equipo de fútbol de Guinea-Bisáu que juega en el Campeonato Nacional de Guinea-Bisáu, la liga de fútbol más importante del país.

## Historia
Fue fundado el 16 de septiembre de 1946 en la ciudad de Mansôa y su nombre es por el pueblo Balanta, y su sede fue construida en una zona deshabitada. Fue el equipo filial 13 del CF Os Belenenses de Portugal desde el periodo colonial. En esos años el club participó en la Copa de Portugal donde enfrentó a equipos como Lusitano de Évora, SC Braga, GD Fabril, Académica de Coimbra y Beja de Portugal y al CS Mindelense de Cabo Verde, además de haber sido campeón provincial en cuatro ocasiones.
Es conocido por ser el primer campeón de Guinea-Bisáu después de la independencia de Portugal en 1975, además de ser el club de fútbol más popular de la región de Oio.

## Palmarés

### Antes de la Independencia
- Campeonato de la Provincia de Guinea Portuguesa: 4

1960, 1961, 1962, 1972
- Campeonato de la Zona Norte: 4

1960, 1961, 1962, 1965
- Copa de la Provincia de Guinea Portuguesa: 2

1970/71, 1972

### Desde la Independencia
- Campeonato Nacional de Guinea Bissau: 4

1975, 2006, 2009, 2013
- Super Taça Nacional de Guinea Bissau: 1

2006

## Participación en competiciones de la CAF
| Temporada | Torneo                            | Ronda      | Club            | Casa  | Visita | Global |
| --------- | --------------------------------- | ---------- | --------------- | ----- | ------ | ------ |
| 1976      | Copa Africana de Clubes Campeones | 1          | ASC Diaraf      | 1-4   | 1-6    | 2-10   |
| 2007      | Liga de Campeones de la CAF       | Preliminar | JS Kabylie      | 1-2   | 1-3    | 2-5    |
| 2010      | Liga de Campeones de la CAF       | Preliminar | Difaa El Jadida | 0-0   | 0-3    | 0-3    |
| 2014      | Liga de Campeones de la CAF       | Preliminar | Séwé Sports     | w.o.1 | w.o.1  | w.o.1  |

1- Os Balantas abandonó el torneo.